# Łuszczów (gmina)
Łuszczów (alt. Łuszczew) – dawna gmina wiejska istniejąca w XIX wieku w guberni lubelskiej. Siedzibą władz gminy był Łuszczów.
Za Królestwa Polskiego gmina Łuszczów należała do powiatu lubelskiego w guberni lubelskiej.
Gmina została zniesiona w 1874 roku i odtąd figuruje już jednostka gmina Wólka (Tatarska), utworzona z obszaru dotychczasowych gmin Łuszczów i Tatary.